# 利格奈特 (北达科他州)
利格奈特（英語：Lignite），是美国北达科他州下属的一座城市。根据2010年美国人口普查，该市有人口155人。